# Dipartimento di Chicligasta
Chicligasta è un dipartimento collocato nel settore pedemontano nel sud-ovest della provincia argentina di Tucumán, con capitale Concepción.
Confina a nord con il dipartimento di Monteros, a est con il dipartimento di Simoca, a sud con il dipartimento di Río Chico e a ovest con la provincia di Catamarca.
Secondo il censimento del 2001, su un territorio di 1.267 km², la popolazione ammontava a 75.133 persone.
I municipi del dipartimento sono:
- Alpachiri y El Molino
- Alto Verde y Los Gucheas
- Arcadia
- Concepción
- Gastona y Belicha
- La Trinidad
- Medinas